# Christiansø
Christiansø är en dansk ö i Östersjön, cirka 18 kilometer nordost om Gudhjem på Bornholm. Den hör till ögruppen Ertholmene och är Danmarks ostligaste bebodda ö. Christiansø har färjeförbindelse med Bornholm. Ön (tillsammans med Frederiksø) har 90 fastboende (2021), på en yta om 0,21 km². Christiansø är namngiven efter kung Kristian V som grundade öns fästning.
På öns högsta punkt Møllebakken, 22 meter över havet, fanns en gång i tiden en väderkvarn.
Christiansø har en av Kystredningstjenestens 21 sjöräddningsstationer, vilken disponerar en ribbåt RHIB-850.

## Bildgalleri

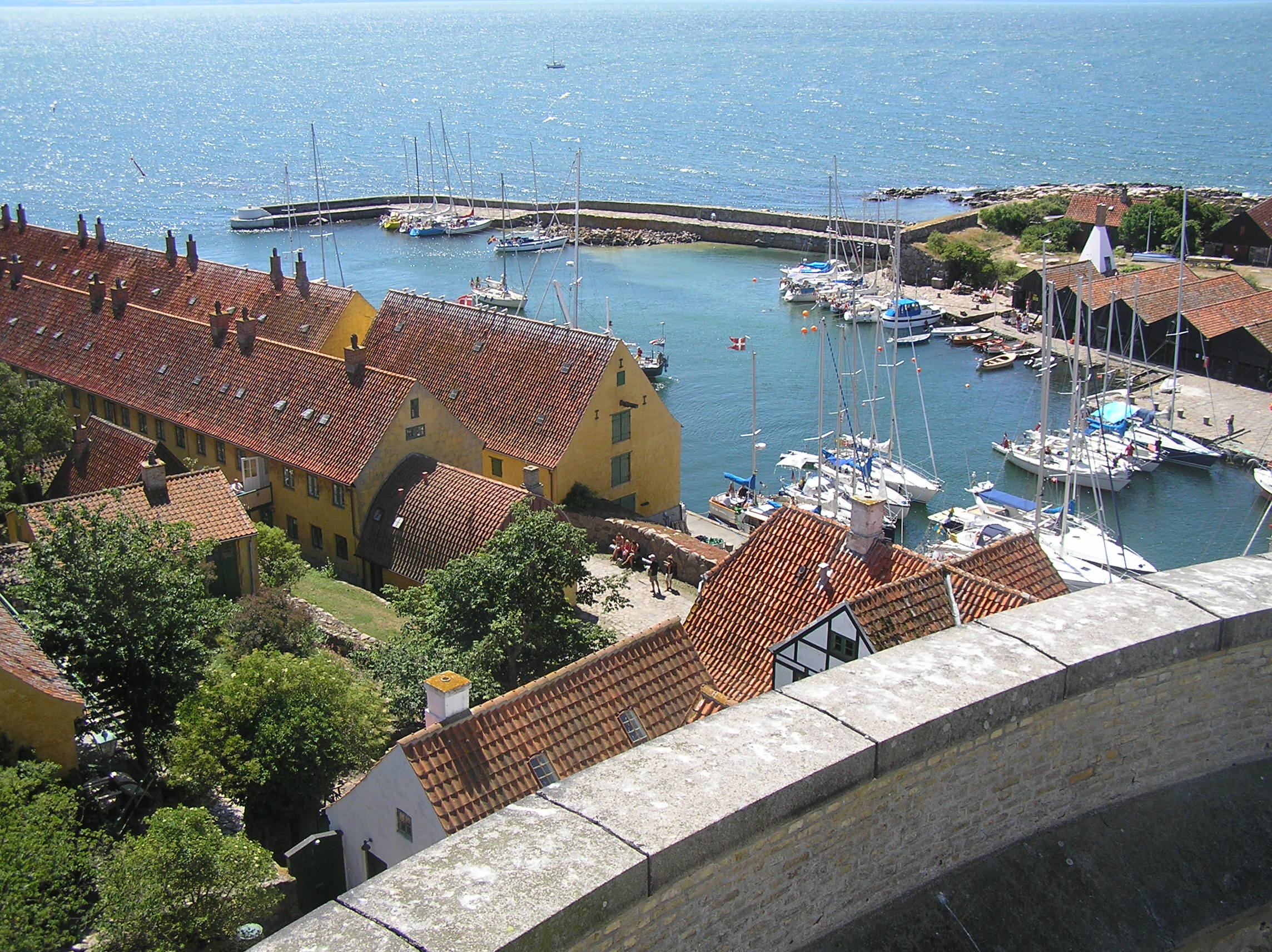
Utsikt över småbåtshamnen mellan Christiansø och Frederiksø.
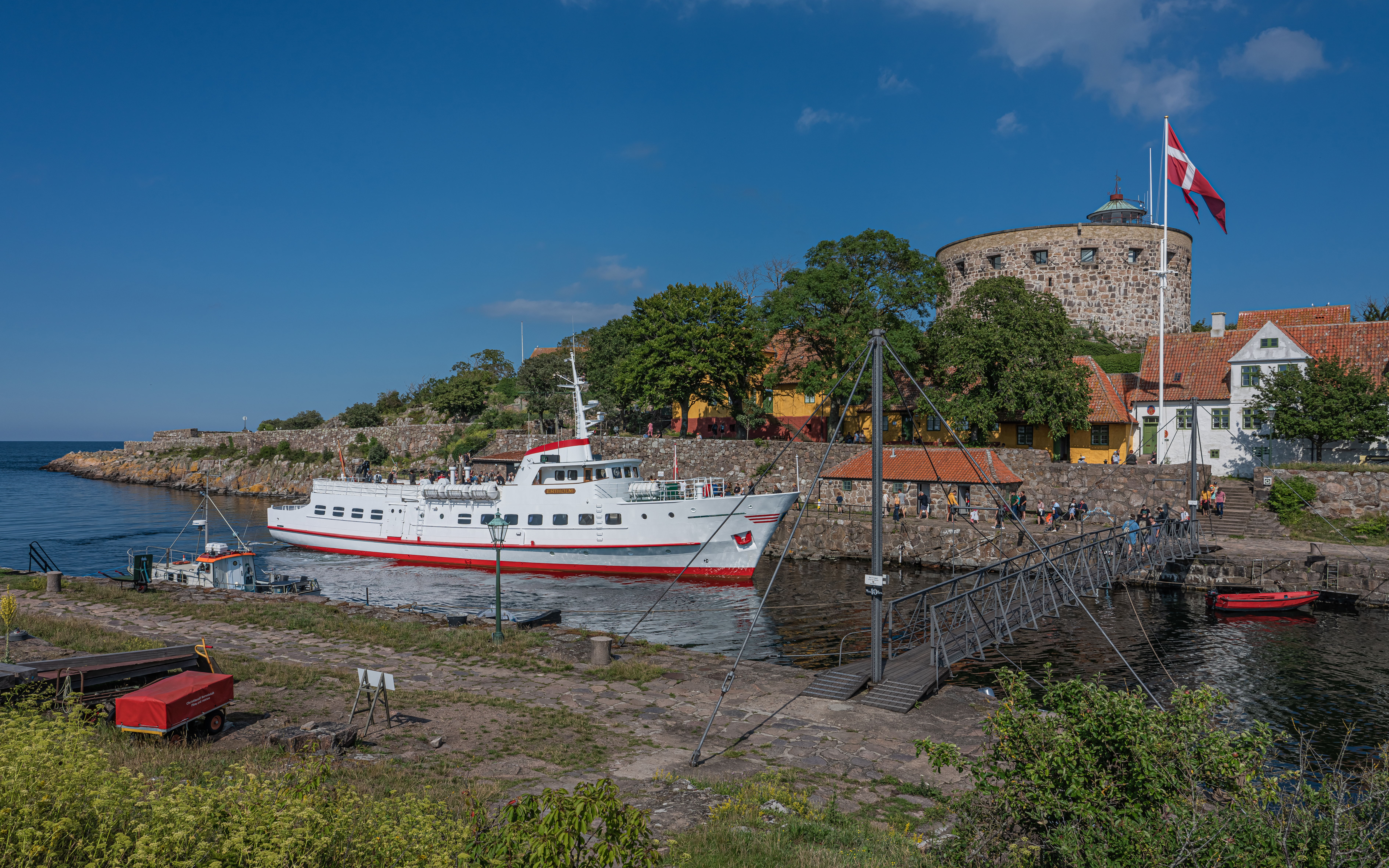
Fästningen på Christiansø.
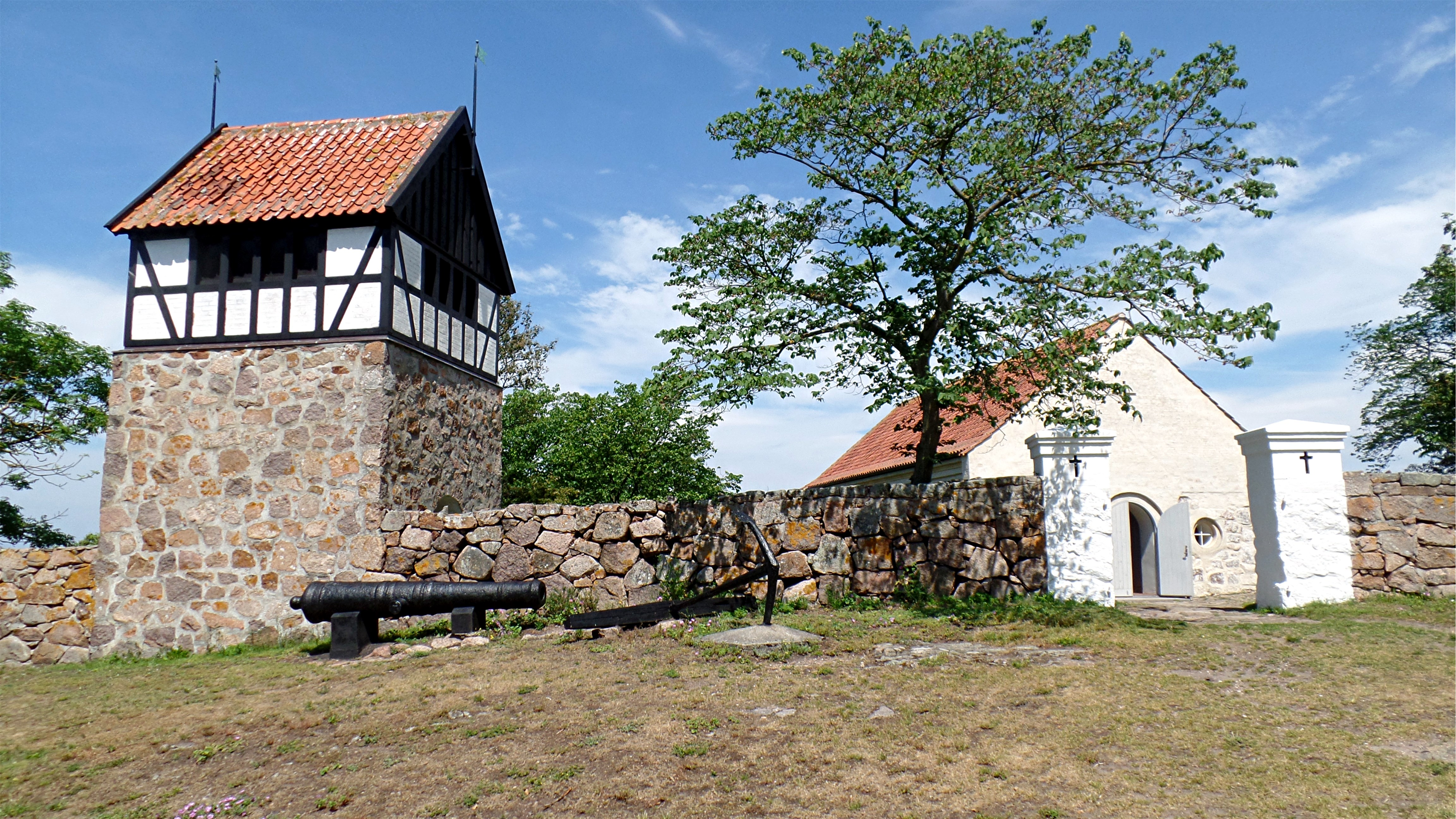
Christiansø Kirke.
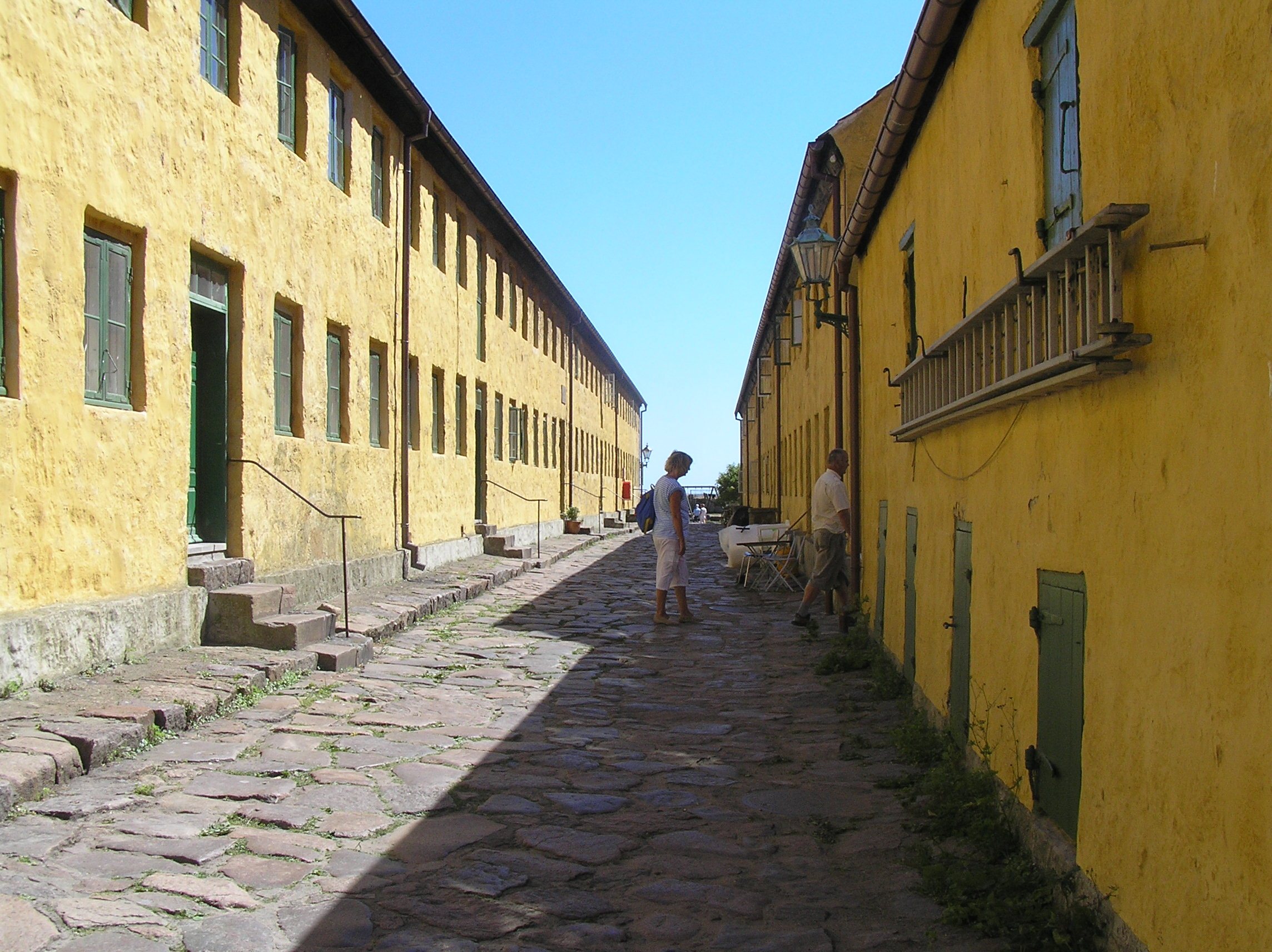
Gata på Christiansø
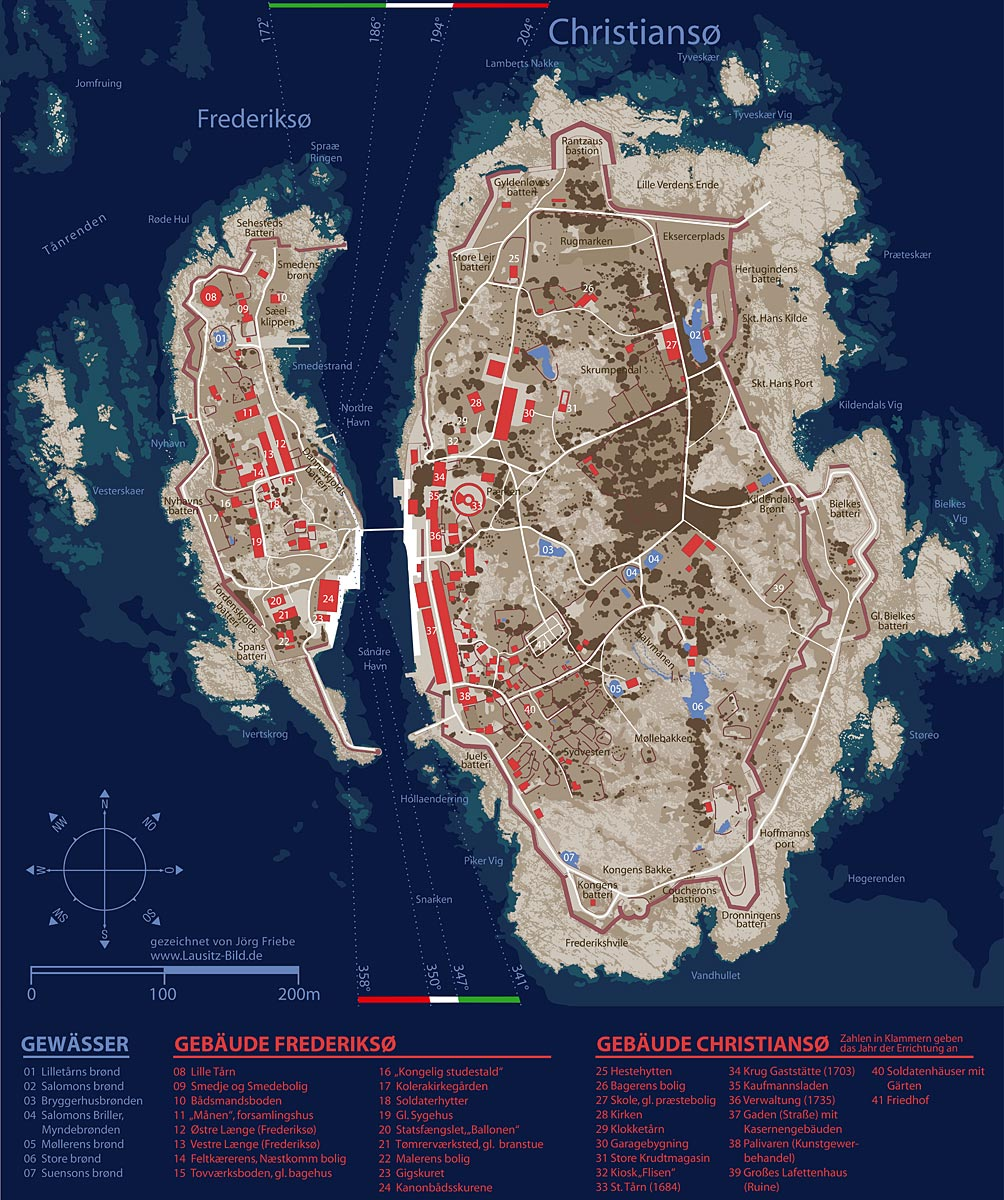
Tysk turistkarta över ön.